# Spike (Buffyverse)
Spike, gespeeld door James Marsters, is een personage bedacht door Joss Whedon voor de televisieserie Buffy the Vampire Slayer en Angel. Spike is een vampier en speelde verschillende rollen in de series, waaronder schurk, antiheld, bedrieger en romantische interesse. Voor Marsters begon de rol als Spike een carrière in sciencefiction televisie, en werd hij "de voor de hand liggende go-to guy voor de Amerikaanse cult televisie". Voor bedenker Whedon is Spike de "meest volledig ontwikkelde" van zijn personages. Het personage was bedoeld als een kleinschalige slechterik, waarbij Whedon oorspronkelijk onvermurwbaar was om geen ander belangrijk "romantisch vampier" -personage als Angel te hebben. Marsters zegt: "Spike moest rebels en slecht zijn, punkrock en dan dood." Het populaire personage bleef echter voor het tweede seizoen en keerde vervolgens terug eenmalig in het derde seizoen en permanent in 't vierde tot het laatste seizoen.

## Biografie
Spike (geboren William Pratt) was een beroemde en alom gevreesde vampier die in 1880 werd veranderd. Hij stond bekend bij zowel mensen als demonen omdat hij tijdens zijn leven twee Slayers had ontmoet en gedood, en zijn geschiedenis van het martelen van zijn slachtoffers met spoorwegspijkers. Zijn reputatie voor kwaad en bloedvergieten was de tweede na die van zijn grootvader Angelus. In zijn menselijke leven was William een mislukte en niet-gewaardeerde romantische dichter die bekend stond als William the Bloody, vanwege zijn 'bloody awful' poëzie, hoewel hij, nadat hij een vampier was geworden, opnieuw zo genoemd werd om te impliceren dat hij erg gewelddadig was. Nadat hij door Drusilla was verwekt, vond hij zichzelf opnieuw uit en terroriseerde hij Europa naast Drusilla, Angelus en Darla gedurende de 19e en 20e eeuw.
Spike reisde in 1997 voor het eerst naar Sunnydale, vergezeld door Drusilla. Hij vestigde zich snel als een van de gevaarlijkste vijanden van Buffy Summers, maar werd uiteindelijk gedwongen tot een reeks ongemakkelijke allianties met haar en haar team, de Scooby Gang, nadat hij door het Initiatief was gevangengenomen en geïmplanteerd met een hersenmicrochip waardoor hij niet in staat was om mensen te schaden. Uiteindelijk besefte Spike dat hij verliefd was geworden op Buffy en officieel lid werd van de Scooby Gang, later gemotiveerd door zijn liefde voor haar om met succes te vechten om zijn ziel terug te winnen.
Spike offerde zijn leven op in de strijd tegen het Eerste Kwaad, zowel het verslaan van het leger van Turok-Han vampiers als het permanent sluiten van de Hellemond, en het vernietigen van de stad Sunnydale. Echter, gebonden aan een oud amulet, werd Spike een geestelijke entiteit die de gangen van Wolfram & Hart in de vestiging in Los Angeles achtervolgde en vervolgens onder leiding stond van Team Angel. Nadat Spike weer lichamelijk was geworden, worstelde hij om een plek in de wereld te vinden, maar voegde zich alleen bij Angel in zijn strijd tegen de Senior Partners en werd een kampioen op zich.
Na een hoop avonturen, herenigde Spike zich met Buffy en de Scoobies in Europa en voegde zich bij hen in de strijd tegen de hogere macht Twilight. Toen de wereld van magie werd ontdaan, verhuisde hij naar San Francisco om te blijven vechten aan de zijde van Buffy, maar vertrok een tijdje in de hoop zichzelf te vinden, voordat hij terugkeerde naar San Francisco toen hij het nieuws hoorde dat Dawn ziek was. Vervolgens vestigde hij zich in de stad naast de Scooby Gang, deelde hij een appartement met Xander en werkte hij als bovennatuurlijke consultant voor S.F.P.D. Met dit nieuwe leven gaven hij en de Slayer een kans op een serieuze relatie.

## Comics
Lijst van comics waar Spike in verschijnt (uitgegeven door Dark Horse en IDW Publishing):

#### Buffy:
- Spike and Dru: Paint the Town Red (1999)
- Spike and Dru: The Queen of Hearts (1999)
- Love Sick Blues (1999)
- Spike and Dru: All's Fair (2000)
- Ring of Fire (2000)
- The Blood of Carthage (2000)
- Cemetery of Lost Love (2000)
- Spike and Dru: Who Made Who? (2001)
- Out of the Woodwork (2001-2002)
- False Memories (2001)
- Ugly Little Monsters (2002)
- Rock 'n' Roll All Night (And Sleep Every Day) (2002)
- The Death of Buffy (2002)
- Chaos Bleeds (2003)
- Tales: The Problem with Vampires (2003)
- Season 8: Twilight (2010)
- Season 8: Last Gleaming (2011)
- Season 9 (2011-2013)
- Season 10 (2014-2016)
- Season 11 (2017-2018)
- Season 12 (2018)

#### Angel:
- After the Fall (Angel Season 6) (2007-2009)
- Angel & Faith: Death and Consequences (2013)
- Angel & Faith: Spike & Faith (2013)
- Angel & Faith: What You Want, Not What You Need (2014)
- Angel & Faith: Volume 2 - Where the River Meets the Sea (2014)
- Angel & Faith: Volume 2 - Fight or Flight (2015)

#### Spike:
- Old Times (2005)
- Old Wounds (2006)
- Lost and Found (2006)
- Spike vs. Dracula (2006)
- Asylum (2006-2007)
- Shadow Puppets (2007)
- Spike: After the Fall (2008)
- Spike (IDW series) (2010-2011)
- The Devil You Know (2010)
- A Dark Place (2012-2013)
- Into the Light (2014)

## Romans
Lijst van romans van Buffy the Vampire Slayer waar Spike prominent in voorkomt:
- The Angel Chronicles, Volume 1 (1998)
- The Angel Chronicles, Volume 2 (1999)
- The Angel Chronicles, Volume 3 (1999)
- The Xander Years, Volume 1 (1999)
- Out of the Madhouse (The Gatekeeper Trilogy #1) (1999)
- Ghost Roads (The Gatekeeper Trilogy #2) (1999)
- Spike & Dru: Pretty Maids All in a Row (2000)
- Buffy & Angel: Door to Alternity (Unseen #2) (2001); cross-over roman
- Buffy & Angel: Long Way Home (Unseen #3) (2001); cross-over roman
- These Our Actors (2002)
- Little Things (2002)
- Creatures of Habit (2002); geïllustreerde roman
- Blood and Fog (2003)
- Buffy & Angel: Cursed (2003); cross-over roman
- Chosen. The One (2003)
- Buffy & Angel: Heat (2004); cross-over roman
- Spark and Burn (2005)
- Halloween (2005); boekadaptatie van gelijknamige aflevering
- Queen of the Slayers (2005)
- Blackout (2006)
- One Thing or Your Mother (2008)